# Uchda
Uchda (pronunciado [utʃda]) También Oujda y Uxda (pronunciado [uʃda]; en árabe: وجدة‎, romanizado: Wuǧda) es una ciudad del noreste de Marruecos con una población estimada de medio millón de habitantes, que se encuentra a unos quince kilómetros al oeste de la frontera con Argelia y a unos sesenta kilómetros al sur del mar Mediterráneo.

Es la capital de la región Oriental marroquí.

## Historia

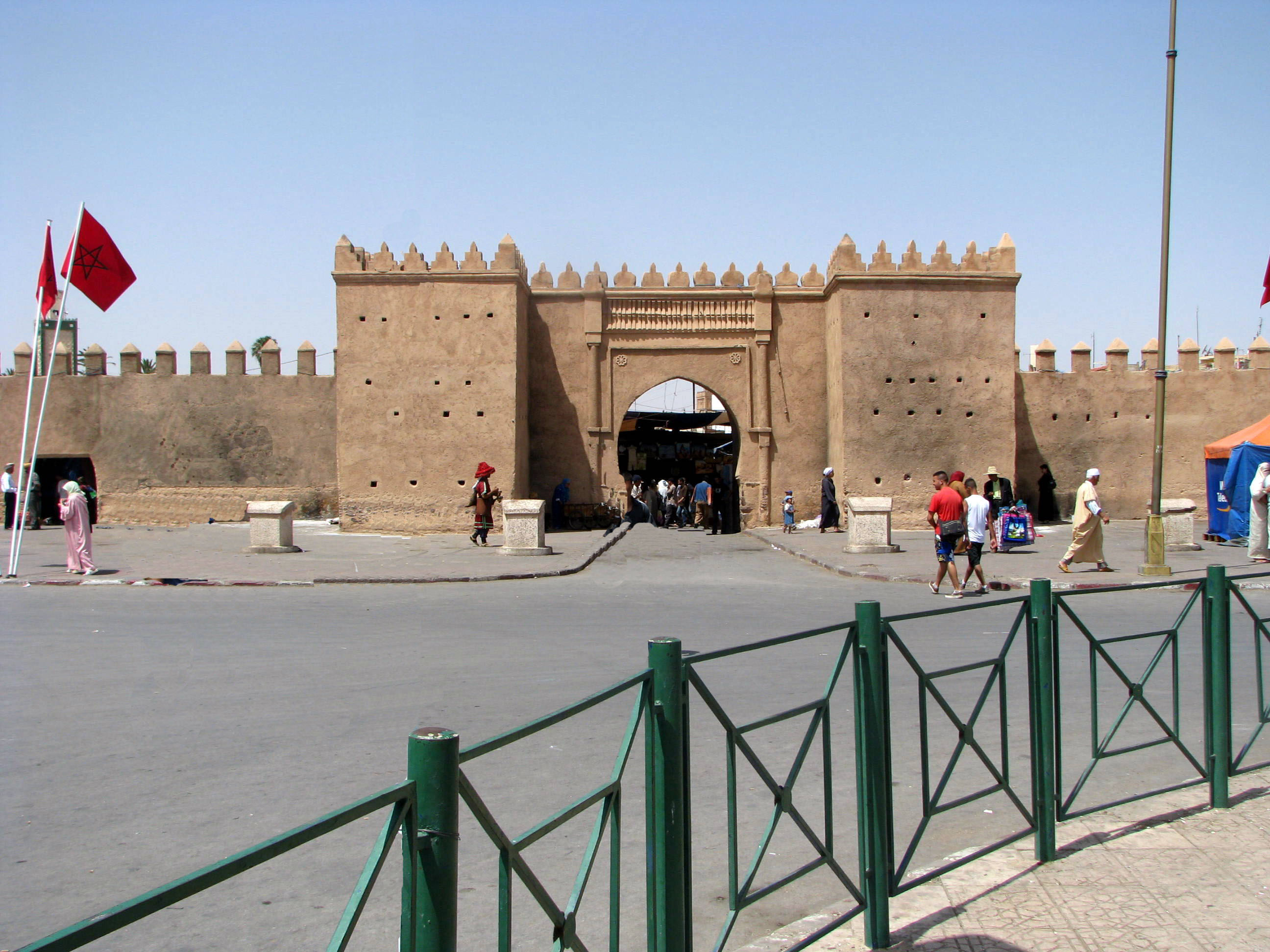
Abel Wahab.

La ciudad fue fundada en el siglo X y fue la capital de la tribu zenata. Fue reedificada en el siglo XIII por el sultán Abu Yúsuf. Los franceses la ocuparon en dos ocasiones (1844 y 1859). Una vez que Marruecos fue ocupado por Francia, Uchda se convirtió en una base militar para controlar el este de Marruecos durante la etapa colonial. 
El asesinato en Marrakech (22 de marzo de 1907) del doctor Mauchamps, y de unos obreros en Casablanca (30 de junio), motivaron, por parte de Francia, sucesiva y paralelamente, la ocupación de Uxda, el desembarco en Casablanca y las operaciones en Chauia.
El plato típico es el karan, preparado con garbanzos y acompañado con barida, bebida preparada a partir de zumo concentrado de naranja o limón. La ciudad cuenta con un mercadillo de varios kilómetros que abre a diario. 
Hay dos estadios de fútbol y un equipo local de este deporte. El rey posee un palacio en Uchda donde veranea con frecuencia. En verano se celebra un festival de música Raï en el que participan artistas nacionales e internacionales, publicitado como el mayor de toda África.

## Transporte
Uchda tiene un aeropuerto que recibe numerosos vuelos internacionales procedentes, en su mayor parte, de Europa. Es sede de la Universidad Mohámmed I, una universidad dedicada a tecnología en la que se enseña en francés, inglés y árabe.

## Ciudades hermanadas
- Lille (Francia)
- Aix-en-Provence (Francia)
- Yeda (Arabia Saudita)
- Almagro (España)
- Trowbridge (Reino Unido)
- Orán (Argelia)

## Celebridades
- El expresidente de Argelia Abdelaziz Bouteflika nació aquí.